# Wilhemine Busch
Wilhemine „Wilma“  Busch (* 6. November 1934 in Znaim, Tschechoslowakei als Wilma Hofner; † 2024) war eine österreichische Politikerin (ÖVP) und Kommunikationstrainerin. Sie war im Jahr 2000 Abgeordnete zum Burgenländischen Landtag.

## Leben
Busch besuchte die Volksschule in Znaim und wohnte ab dem Ende des Zweiten Weltkriegs in Wien, wo sie die Haupt- und Handelsschule absolvierte. Sie war als Angestellte in der Privatwirtschaft tätig und übersiedelte 1994 nach Neusiedl am See, nachdem sie zuvor in Zurndorf gelebt hatte. Beruflich war sie zuletzt in der Politischen Akademie tätig.
Busch engagierte sich zwischen 1989 und 1994 als Bundesbildungsreferentin der Österreichischen Frauenbewegung und war zwischen 1993 und 1997 stellvertretende Bezirksparteiobfrau der ÖVP-Neusiedl. Zudem war sie als Bezirksleiterin der Österreichischen Frauenbewegung Neusiedl am See aktiv und wurde 1996 zur stellvertretenden Landesobfrau gewählt. Sie vertrat die ÖVP zwischen dem 11. Mai 2000 und dem 28. Dezember 2000 kurzfristig im Burgenländischen Landtag. 